# Vigatunet
Vigatunet er et gammelt gårdanlæg i Hjelmeland kommune i Ryfylke og ligger på vejen mellem Hjelmeland og Fister. De ældste bygninger er fra 1600-tallet, men gården er omtalt i kilder allerede fra 1500-tallet. I tillæg er der gravhøje i området, og der er gjort arkæologiske fund fra vikingetiden.
Anlægget, som det står nu, er ombygget i 1821.
Anlægget blev flyttet i 1955 og har været museum siden 1970 og er i dag underlagt Ryfylkemuseet.